# Atividade Paranormal: Dimensão Fantasma
Paranormal Activity: The Ghost Dimension (bra/prt: Atividade Paranormal: Dimensão Fantasma) é um filme americano de 2015, do gênero terror, dirigido por Gregory Plotkin, com roteiro de Jason Pagan, Andrew Deutschman, Adam Robitel, Gavin Heffernan e Brantley Aufill.

## Sinopse
Ao se mudar para uma casa nova com a família, Ryan encontra uma caixa cheia de fitas VHS antigas e uma câmera que registra atividades paranormais. Ele resolve então gravar fenômenos invisíveis que rondam a casa e ameaçam sua família.

## Elenco
- Chris J. Murray ... Ryan Fleege[1]
- Brit Shaw ... Emily Fleege[1]
- Dan Gill ... Mike Fleege[1]
- Ivy George ... Leila Fleege[1]
- Olivia Taylor Dudley ... Skyler[1]
- Michael Krawic ... Padre Todd[1]
- Chloe Csengery ... Katie (jovem)[1]
- Jessica Tyler Brown ... Kristi (jovem)[1]
- Hallie Foote ... Lois[1]
- Don McManus ... Kent[1]
- Mark Steger ... Toby[1]
- Cara Pifko ... Laura[1]
- Aiden Lovekamp ... Hunter[1]
- Rebecca Larsen ... Moira[1]